# Trilofozaur
Trilophosaurus – roślinożerny gad z kladu Archosauromorpha, żyjącego w późnym triasie (karnik i noryk, około 225-215 milionów lat temu). Żył na obszarze równikowej Pangei, w jej zachodniej strefie.
Znane są dwa gatunki, należące do tego rodzaju:
- Trilophosaurus buettneri; był formą wcześniejszą. Jest to gatunek lepiej poznany. Jego skamieniałości odkryto w pokładach Chinle, na terenie Teksasu i Arizony.
- Trilophosaurus jacobsi; być może stanowił formę pochodną od T. buettneri. Z powodu słabego stanu poznania jego szczątków, jeszcze do niedawna spekulowano, czy nie należały do anapsyda z rzędu Procolophonia. Ten stan rzeczy zmieniony został po odkryciach lepiej zachowanych okazów w zachodnim Teksasie.

Trilophosaurus był zwierzęciem długości około 2,5 metra. Pod względem budowy ciała przypominał dzisiejsze jaszczurki. Tak samo jak u nich, nogi trilofozaura ustawione były po bokach. Cechą charakterystyczną zwierzęcia była mała, podobna do żółwiej, głowa (10–15 cm długości), zaopatrzona w dziób zamiast zębów.
Początkowo uważano, że trilofozaur należał do euryapsydów, grupy morskich gadów, na co wskazywać miały cechy czaszki, analogiczne do występujących u ichtiozaurów i plezjozaurów. Dziś zalicza się go do Archosauromorpha. Najbliższymi krewnymi trilofozaura mogły być rynchozaury.
Istnieją przypuszczenia, że mogło to być zwierzę ryjące w ziemi, lub, co bardziej prawdopodobne i na co wskazuje budowa jego pazurów, żyjące na drzewach. Styl życia najprawdopodobniej odróżniał go od innych zwierząt, których szczątki odkryto w formacji Chinle. Znajdujemy tam bowiem zwierzęta żyjące przy rzekach (fitozaury i metopozaury) oraz terenach zalewowych (aetozaury, archozaury z grupy Rauisuchia, czy dinozaury).